# Fonds Coste (Bibliothèque municipale de Lyon)
Le fonds Coste est un fonds patrimonial constitué de plus de 18 000 documents anciens. Il a été créé dans les années 1850 à la suite de l'acquisition par la Ville de Lyon d'une grande partie de la collection du bibliophile lyonnais Jean-Antoine-Louis Coste.

## Histoire de la collection de Louis Coste
Louis Coste a constitué sa collection au fil des années par de très nombreux achats dans les ventes publiques à Lyon, Paris et à l'étranger (Angleterre, Écosse, Italie) et par des négociations lors d'héritages. En 1835, il démissionne de sa charge de magistrat afin de se consacrer entièrement à l'enrichissement de sa collection,. Selon Charles Fraisse, elle comprenait quatre grands ensembles. Le principal portait sur l'histoire de Lyon et de ses environs. Les autres ensembles étaient consacrés à l'histoire de France, aux guerres de religion et à la Fronde, et aux récits de voyage.
Gérard Bruyère indique que certaines acquisitions faites par Louis Coste sont douteuses : il aurait récupéré des documents appartenant à des collections publiques et à des congrégations religieuses.
Louis Coste avait rendu sa bibliothèque accessibles aux érudits : certains visiteurs venaient de loin pour consulter des documents lui appartenant,. Très vite, la nécessité d'organiser cette collection s'impose donc. Un archiviste nommé Sudan est employé par Louis Coste pour cette mission. Un catalogue de la collection Coste commence à être établi par l'ancien libraire Joseph Janon, puis ce travail est poursuivi à partir de 1837 par l'archiviste Claude Charles Chelles. Enfin, c'est le bibliothécaire Aimé Vingtrinier qui est engagé pour terminer ce catalogue. Il est publié en 1853, deux ans après la mort de Louis Coste, sous le titre Catalogue de la bibliothèque lyonnaise de M. Coste. Un deuxième catalogue est publié en 1854 à l'occasion de la vente des livres rares et précieux à Paris en 1855,.
Plusieurs ventes publiques ont lieu dans les années suivant la mort de Louis Coste (le 23 janvier 1854 à Lyon, du 17 avril au 13 mai 1854 à Paris), occasionnant la dispersion d'une partie des documents qui constituaient sa bibliothèque.
La Ville de Lyon fait ensuite l'acquisition de la collection Coste pour 40 000 francs payables en dix annuités,. Certains documents, non inclus à cette vente, sont restés propriété de la famille Coste jusqu'en 1975, date à laquelle ils ont été transmis par Louis Chaine aux archives municipales de Lyon (cote 12II).
Aujourd'hui, le fonds Coste fait partie du fonds ancien de la Bibliothèque municipale de Lyon. Une grande partie des documents du fonds Coste, ainsi que les catalogues de la collection publiés dans les années 1850, ont été numérisés et sont accessibles sur Numelyo.

## Contenu du fonds Coste conservé à la Bibliothèque municipale de Lyon
Le fonds Coste se caractérise par la variété de documents qu'il contient : imprimés, manuscrits, ouvrages de bibliophilie, brochures, reliures anciennes, iconographie, correspondance, ordonnances de police, procès-verbaux, affiches, journaux...
Il s'agit de la collection la plus complète existant sur l'histoire de Lyon et de ses environs, avec plus de 10 000 imprimés et brochures. Elle comprend toutes les histoires de Lyon (anciennes et modernes), de très nombreuses monographies et documents iconographiques consacrés à cette ville.
Elle regroupe :
- des imprimés d'auteurs ou éditeurs lyonnais des XVe et XVIe siècles : en particulier, Louise Labé, Maurice Scève, la Bible in-folio de Sébastien Gryphe, un exemplaire de 1555 de Jean de Tournes ;
- des ouvrages anciens et modernes sur l'Histoire de Lyon : notamment l'Histoire de Lyon de Clerjon et Morin et l'Histoire de Lyon de Jean-Baptiste Monfalcon ;
- "une série révolutionnaire qui regroupe plus de 250 recueils de pétitions, proclamation, lettres et arrêtés"[2] ;
- des vues et plans de Lyon (estampes) : en particulier, la plupart des vues de Lyon gravées par Israël Silvestre (milieu du XVIIe siècle) ;
- des reliures anciennes dont certaines ont été restaurées au XIXe siècle par Edme Camille Martin-Daussigny ;
- des brochures ;
- des portraits gravés ;
- des manuscrits, dont le cartulaire de l'abbaye d'Ainay.

## Catalogues

### Catalogues de vente de la bibliothèque Coste
- Catalogue de la bibliothèque lyonnaise de M. Coste, rédigé et mis en ordre par Aimé Vingtrinier, son bibliothécaire, Lyon, Impr. de L. Perrin, 1853, 2 vol., X, 797 p., portr. en front.
- Catalogue des livres rares et précieux de la bibliothèque de feu M. J.L.A. Coste, conseiller à la cour royale de Lyon ; dont la vente aura lieu le lundi 17 avril 1854 et jours suivants, à 7 heures précises du soir, rue des Bons-Enfants, 28, maison Silvestre [...], Me Bonnefons de Lavialle, commissaire priseur, Paris, L. Potier, P. Jannet, Lyon, A. Brun, 1854 (Paris, Typogr. de F. Didot frères), XII, 24, 386 p.

### Catalogue des manuscrits du fonds Coste de la Bibliothèque municipale de Lyon
Auguste Molinier et Félix Desvernay, Catalogue général des manuscrits des bibliothèques publiques de France. Départements — Tome XXX. Lyon. Première partie. Fonds Coste (1) et Seconde partie. Fonds Coste (2), Paris, Plon-Nourrit, 1900.